# Академія технологічних наук України

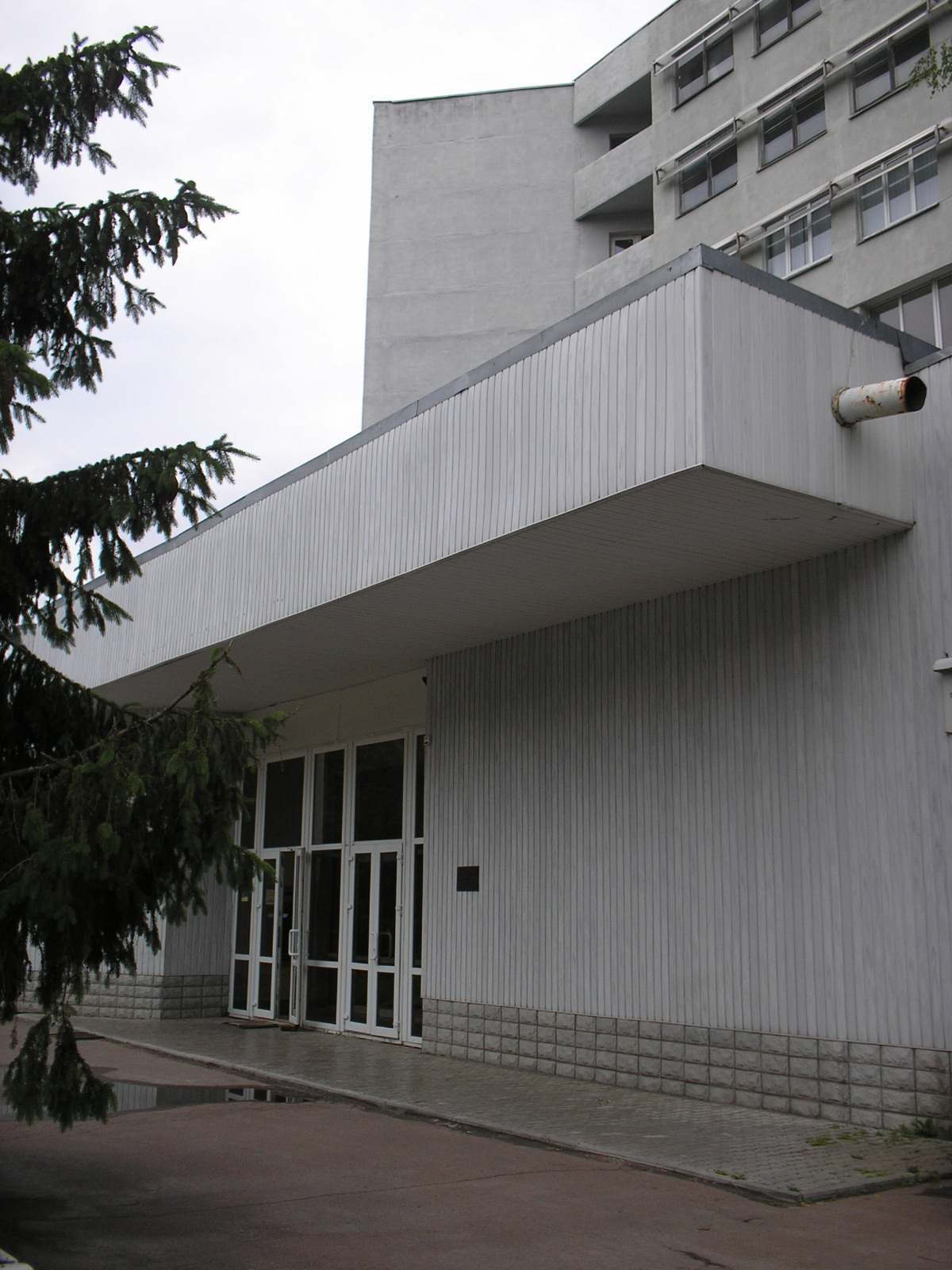
Будівля, де розташована Академія технологічних наук України, Київ, пр. Глушкова, 42

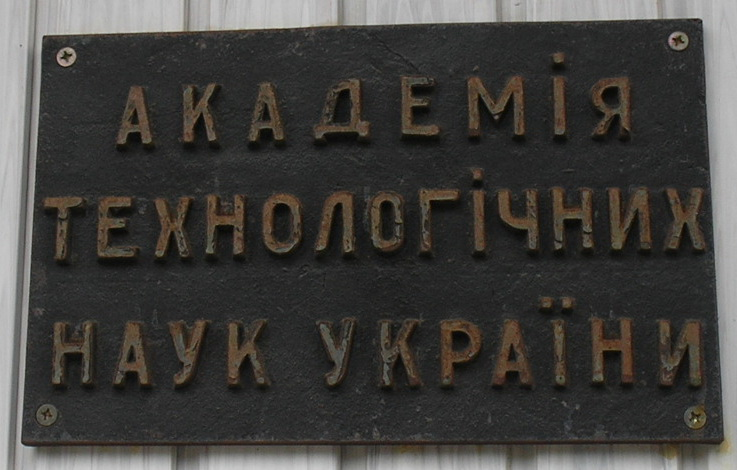
Табличка АТН України (збільшена, див. фото вгорі)

Акаде́мія технологі́чних нау́к Украї́ни (АТН України) — всеукраїнська громадська організація, яка об'єднує зусилля організацій та підприємств, а також провідних вчених-технологів та спеціалістів, які працюють у різноманітних структурах, регіонах та галузях господарства України, з метою ефективного використання їх інтелектуального науково-технологічного й творчого потенціалу для зміцнення економіки держави. АТН України створена в 1991 році з ініціативи Академії наук УРСР.

## Засновники Академії технологічних наук України
Академіками-засновниками Академії технологічних наук України були: Айзенберг Я. Є., Александров М. М., Гассанов Л. Г., Герасименко С. С., Горбулін В. П., Довгополий А. С., Ключніков О. О., Конопльов І. Д., Корнілов І. Є., Кривулько В. С., Кучма Л. Д., Матвєєв М. Т., Морозов А. О., Павловський М. А., Пархоменко В. Д., Петров В. В., Пилюшенко В. Л., Рибинок В. О., Семиноженко В. П., Скляров В. Ф., Соловйов Ю. О., Тонкаль В. Ю., Чуйко О. О., Хабер М. В., Шпак А. П.

## Президент Академії технологічних наук України
З моменту заснування й досі Президентом АТН України є відомий український вчений-кібернетик, академік НАН України, доктор технічних наук, професор Анатолій Олексійович Морозов.

## Склад АТН України
До складу академії входять 130 дійсних членів (академіків), 125 членів-кореспондентів, 2 кандидати в члени академії, а також 19 іноземних дійсних членів (академіків) та 7 іноземних членів-кореспондентів з США, Канади, Німеччини, Російської Федерації, Кореї, Туреччини, Ізраїлю, Азербайджану, Швеції, Італії, Нідерландів, Польщі та Узбекистану. Серед членів академії 179 докторів й кандидатів наук, 45 відомих вчених-технологів, у тому числі 88 професорів, 7 академіків й 12 членів-кореспондентів НАН України. Трапляється багато випадків наявності у члена академії двох ступенів з різних спеціальностей одночасно (наприклад: доктор технічних наук / кандидат медичних наук, доктор технічних наук / кандидат воєнних наук, доктор).
- АТН України є членом Міжнародної академії технологічних наук